# ماركو سيمونسيلي
ماركو سيمونسيلي (بالإيطالية: Marco Simoncelli) مواليد 1987 - وفيات 2011، كان متسابق دراجات نارية نافس في سباق الجائزة الكبرى للدراجات النارية لمدة عشرة أعوام من 2002 إلى 2011. بدأ في فئة 125 سي سي ثم انتقل إلى فئة 250 سي سي في سنة 2006. أصبح بطلا للعالم في فئة 250 سي سي مع فريق غيلرا الإيطالي.

## مقتله
في 23 تشرين الأول 2011 قتل أثناء السباق في جائزة ماليزيا الكبرى للدراجات النارية وشارك معه في الحادث كولن إدواردز وفالنتينو روسي.

## تكريمه
في آخر مرحلة من سباق الجائزة الكبرى للدراجات النارية موسم 2011 والتي كانت جائزة بلنسية الكبرى للدراجات النارية 2011 قام المتسابقون من كل فئات الجائزة الكبرى الثلاث بإجراء لفة على حلبة السباق، حيث قام بطل العالم في سنة 1993 كيفن شوانتز بقيادة دراجة ماركو سيمونسيلي ذات الرقم 58.

## روابط خارجية
- ماركو سيمونسيلي على موقع eWRC-results.com (الإنجليزية)
- ماركو سيمونسيلي على موقع MotoGP.com (الإنجليزية)
- ماركو سيمونسيلي على موقع WorldSBK.com (الإنجليزية)
- ماركو سيمونسيلي على موقع CONI honoured athlete website (الإيطالية)